# ウスタシュ3世 (ブローニュ伯)
ウスタシュ3世（仏 : Eustache Ⅲ de Boulogne、1050年ごろ - 1125年ごろ）は、11世紀から12世紀にかけて西ヨーロッパで活躍したブローニュ伯（在位：1087年 - 1125年）である。1087年に父親ウスタシュ2世の後を継いでブローニュ伯に即位した彼は、弟のゴドフロワ・ド・ブイヨンやボードゥアン（1世）とともに第1回十字軍に参加し、ニカイア攻囲戦・ドリュラエウムの戦い・エルサレム攻囲戦などの数々の戦役で活躍した。そしてアスカロンの戦いに参加したのち、彼は聖地から母国ブローニュへ帰還した。ゴドフロワの跡を継いだボードゥアン1世の没後、ウスタシュ3世はエルサレム王への即位を求められていたとされる。ただ聖地へ向かう途中、縁戚のボードゥアン（2世）がウスタシュ3世を差し置いてエルサレム王に即位したという報告を受け、ブローニュに帰還した。そしてリュミリーにクリュニー派の修道院を設立し、その地で修道士として余生を過ごした。1125年、修道士として生涯を終えた。

## 若年期
ウスタシュ3世はウスタシュ2世とイド・ド・ブローニュの三男として1050年ごろに生まれた。1088年、ウスタシュは主君のイングランド王ウィリアム2世に反乱を起こし、ウィリアムの兄ノルマンディー公ロベール2世と同調してイングランド王と対立した。彼はロベールがノルマンディーからイングランドに侵攻するのを待ちわびていたが、待てど暮らせどロベールはイングランドに姿を現さず、ウスタシュと彼の家臣たちはロチェスター城に籠城し続けた。次第に状況は悪化し兵糧も底をついたため、ウスタシュは城を包囲するウィリアム2世に降伏した。ウィリアム2世は反乱に加担した多くの諸侯を釈免し、ウスタシュ3世のような多くのフランク諸侯はノルマンディーへの帰還を許された。1091年、ロベール2世がウィリアム2世と講和しウィリアム2世をイングランド王であると承認するという条約が両者間で締結された際、ウスタシュ3世はロベール2世の元にいたという。

## 十字軍
1069年、ウスタシュ3世はローマ教皇ウルバヌス2世の呼びかけにより開催された第1回十字軍に参加し、弟のゴドフロワ・ド・ブイヨンやボードゥアンらとともに従軍した。彼が弟のゴドフロワとともに進軍したのか、はたまたロベール短袴公とともに進軍したのかは定かとなっていないが、どちらにせよ、ウスタシュ3世はゴドフロワの軍功をおおいにサポートしたという。1097年5月〜6月にはニカイア攻囲戦に参加し、同年7月1日にはムスリムの急襲を受け窮地に陥ったターラント公ボエモンをドリュラエウムで救いだし、アンティオキア攻囲戦では十字軍に奇襲を仕掛けたムスリム軍を返り討ちにするなどの活躍を見せた。そして1098年7月3日、5大聖地のひとつであるアンティオキアを征服する際には指揮官の1人として攻囲戦を戦い抜いた。
1099年1月4日にRujで開催された軍議に参加したウスタシュは、征服したアンティオキアの処遇を巡って対立していたトゥールーズ伯レーモン4世とターラント公ボエモンの仲介を買って出た。そして1098年12月初旬、ウスタシュはレーモン4世とともにマアッラト・アン＝ヌウマーンを攻撃し、1099年7月にはナーブルスを攻撃した。1099年7月には、十字軍はエルサレムを包囲攻撃し、ウスタシュ3世はゴドフロワとともにエルサレム市街に一番乗りを決め込んだ。攻城塔からエルサレム城壁に乗り込んだウスタシュはエルサレムを守備するムスリム軍と激戦を繰り広げ、彼らを制圧したのちにエルサレム市民の虐殺に一役買った。これはウスタシュ3世の悪名高い黒歴史として知られている。エルサレム制圧後、エルサレム王国南部で発生したアスカロンの戦いにもウスタシュは参加し、一部隊を率いてファーティマ朝軍と戦った。ウスタシュ3世はテンプル騎士団設立の際の後援者の1人としても知られている。

## 帰還
ゴドフロワとボードゥアンの2人は聖地に領土を得たためこの地に残ったものの、ウスタシュ3世は母国を統治するためにブローニュに帰還した。十字軍遠征でのウスタシュの活躍を示すために、ブローニュで鋳造された銀貨の表面には、エルサレム城壁の上に立つライオンの像が彫刻されている。
1118年、ゴドフロワの後を継いでエルサレム王に即位していた弟のボードゥアン1世が崩御し、先王の兄であるウスタシュ3世に次期エルサレム王位が提案された。ウスタシュは初めは関心を示さなかったものの、最終的に説得を受けてエルサレム王への即位を受け入れた。そしてウスタシュ3世は再びエルサレムに向けて出発した。しかし、彼の一行がプーリャ地方に差し掛かったころ、ウスタシュ3世の縁戚であるボードゥアン・デュ・ブールがエルサレム王に即位した という報告を受けたウスタシュは、ブローニュに再帰還した。
ブローニュに戻ったウスタシュは、リュミリーにクリュニー会派の修道院を設立し、この修道院にて修道士として余生を過ごした。そして1125年ごろに生涯を閉じた。
ウスタシュ3世の死により、ブローニュ伯国は彼の娘のマティルデに継承された。のちに彼女はモルタン伯エティエンヌと結婚したため、ブローニュ伯はマティルダとエティエンヌの2人に引き継がれることとなった。

## 子女
ウスタシュは、スコットランド王マルカム3世の娘のメアリー・オブ・スコットランドと結婚した。ウスタシュとメアリーの子女は以下の1人のみである。
- マティルド（1103/5年 - 1152年）[15] - イングランド王スティーブンと結婚しイングランド王妃（英語版）となり、またウスタシュ3世の娘であることからブローニュ伯（英語版）位を継承した。

## 文献
- Aird, William M. (2011). Robert `Curthose', Duke of Normandy (C. 1050-1134). Boydell Press
- Barber, Malcolm (2012). The Crusader States. Yale University Press
- Barlow, Frank (1983). William Rufus. University of California Press
- Cowdrey, Herbert Edward John (1978). Two Studies in Cluniac History, 1049-1126. LAS
- Huneycutt, Lois (2019). “Becoming Anglo-Norman: The Women of the House of Wessex in the century after the Norman Conquest”. Forgotten Queens in Medieval and Early Modern Europe: Political Agency, Myth-Making, and Patronage. Routledge
- Mayer, Hans Eberhard (1985). “The Succession to Baldwin II of Jerusalem: English Impact on the East”. Dumbarton Oaks Papers 38:  139–147.
- Murray, Alan V. (2000). The Crusader Kingdom of Jerusalem: A Dynastic History 1099-1125. Prosopographica et Genealogica
- Tanner, Heather J. (2003). “In his brother's shadow: the crusading career and reputation of Eustace III of Boulogne”. In Semaan, Khalil I.. The Crusades: other experiences, alternate perspectives. Selected proceedings from the 32nd annual Cemers conference. Center for Medieval and Renaissance Studies
- Tyerman, Christopher, ed (2012). Chronicles of the First Crusade. Penguin